# Anacleora extremaria
Anacleora extremaria là một loài bướm đêm trong họ Geometridae.